# Mortadelo Especial
Mortadelo Especial fue un tebeo que Bruguera publicó entre 1975 y 1986, alcanzando los 211 números. Sus directores fueron Vicente Palomares Melo y Jorge Bayona Url.

## Trayectoria

### Inicios: 1975
En 1975, Bruguera editó un extra de "Mortadelo" dedicado al terror con el título de "Mortadelo Super Terror". Tal fue su éxito, que lanzó otros dos números similares, con el siguiente contenido: 
| Años | Números  | Título                                               | Autoría                             | Procedencia             |
| ---- | -------- | ---------------------------------------------------- | ----------------------------------- | ----------------------- |
| 1975 | 1        | Rudesindo el bucanero, un tipo de cuerpo entero      | Peñarroya                           | El Capitán Trueno Extra |
| 1975 | 1, 2, 3, | Sir Tim O'Theo                                       | Raf y equipo                        |                         |
| 1975 | 1, 3,    | Don Pío                                              | Peñarroya                           |                         |
| 1975 | 1, 2, 3, | Fantasmas de alquiler                                | Reg Parlett                         | I. P. C.                |
| 1975 | 1, 3,    | Petra, criada para todo                              | Escobar                             |                         |
| 1975 | 1        | Cebolleta                                            | Vázquez                             |                         |
| 1975 | 1        | El doctor Cataplasma'                                | M. Schmidt                          |                         |
| 1975 | 1, 3,    | Los señores de Alcorcón y el holgazán de Pepón       | Segura                              |                         |
| 1975 | 1, 2, 3, | Topolino                                             | Alfons Figueras                     |                         |
| 1975 | 1        | Ric Hochet                                           | André-Paul DuchâteauTíbet           | Franco-belga            |
| 1975 | 1, 2, 3  | Mortadelo y Filemón                                  | Bruguera Equip                      |                         |
| 1975 | 1        | El Inspector Dan de la Patrulla Volante              |                                     |                         |
| 1975 | 1, 2,    | La familia Trapisonda, un grupito que es la monda    | Ibáñez                              | Reedición               |
| 1975 | 1        | Los casos del inspector O'Jal'                       | Vázquez                             |                         |
| 1975 | 1, 3,    | La terrible Fifí                                     | Nene Estivill                       |                         |
| 1975 | 1        | Mr. Magellan                                         | André-Paul Duchateau/Geri           | Franco-belga            |
| 1975 | 1        | Pepe                                                 | Jaume Rovira                        |                         |
| 1975 | 1, 3,    | El profesor Tragacanto y su clase, que es de espanto | M. Schmidt                          |                         |
| 1975 | 2        | Segis y Olivio, traperos de alivio                   | Jaume Rovira                        |                         |
| 1975 | 2, 3,    | Horacio, el fantasma                                 |                                     | I. P. C.                |
| 1975 | 2, 3,    | Anacleto, agente secreto                             | Vázquez                             |                         |
| 1975 | 2        | Zipi y Zape                                          | Escobar                             |                         |
| 1975 | 2, 3,    | La Sombra                                            | Alfredo Castelli/Ferdinando Tacconi | Historieta italiana     |
| 1975 | 2, 3,    | Doña Urraca                                          |                                     |                         |
| 1975 | 2        | Nicasso, pintor moderno                              | Asen                                | El DDT                  |
| 1975 | 3        | Apolino Taruguez, hombre de negocios                 | Conti                               |                         |
| 1975 | 3        | Carioco                                              | Conti                               |                         |
| 1975 | 3        | Las hermanas Gilda                                   | Vázquez                             |                         |
| 1975 | 3        | El capitán Serafín y su grumete Diabolín             | Segura                              |                         |
| 1975 | 3        | Pascual, criado leal                                 | Nadal                               |                         |
| 1975 | 3        | Rompetechos                                          | Ibáñez                              |                         |

Al igual que "Mortadelo Gigante" contenía una historieta larga completa, no humorística/caricaturesca, en cada uno de los tres números:
| Años | Números | Título                                       | Guion         | Dibujo      | Páginas           | Procedencia |
| ---- | ------- | -------------------------------------------- | ------------- | ----------- | ----------------- | ----------- |
| 1975 | 1       | La amenaza de los Ramsgate                   |               |             | 29 (24-38, 63-77) | I. P. C.    |
| 1975 | 2       | El Inspector Dan: La momia                   | Andrés Martín | Julio Vivas | 28 (35-49, 52-66) |             |
| 1975 | 3       | El Inspector Dan: Una cinta demasiado prieta | Andrés Martín | Julio Vivas | 29 (35-64)        |             |

### Estabilización: 1976-1979
En 1976, Bruguera estableció estos extras como colección y el título de "Mortadelo Especial", dedicando cada uno de sus números a un tema diferente, evidente tanto en la portada como en algunas series del interior (Mortadelo y Filemón, Sir Tim O'Theo y en menor medida Rigoberto Picaporte), y la aventura larga:
| Número | Fecha      | Tema            | Título de sus historietas más extensas      | Guionista de la misma | Dibujante de la misma | Páginas            | Procedencia de la misma |
| ------ | ---------- | --------------- | ------------------------------------------- | --------------------- | --------------------- | ------------------ | ----------------------- |
| 4      | 1976       | Fútbol          | Roberto Acero, ídolo de los estadios        |                       | Ramón Llampayas       | 26 (12-25 y 75-88) |                         |
| 4      | 1976       | Fútbol          | Campeonio: El sidralón                      | Raf                   | Raf                   | 19 (30-49)         |                         |
| 5      | 1976       | Ciencia ficción | Quinta Dimensión: Más allá de la realidad   | Andrés Martín         | Julio Vivas           | 21 (40-61)         |                         |
| 6      | 1976       | Seriales        | Los Aristócratas: "Savoir Faire"            | Alfredo Castelli      | Ferdinando Tacconi    | 11 (52-63)         | Historieta italiana     |
| 7      | 1976       | Far West        | El sheriff King                             | Víctor Mora           | Francisco Díaz        | 28 (11-26 y 75-88) |                         |
| 8      | 1976       | Terror          |                                             |                       |                       |                    |                         |
| 9      | 1976       | Torrefacto      | Sherlock López: Los sudores de un detective | Gabi                  | Gabi                  | 24 (27-50)         |                         |
| 10     | 1976       | Vampiros        |                                             |                       |                       |                    |                         |
| 11     |            | Marcianos       | Ric Hochet: ¡Alerta extraterrestres!        |                       |                       |                    |                         |
| 12     |            | Top Secret      | Ric Hochet: Alta traición                   |                       |                       |                    |                         |
| 13     | 1977       | Cómodos Plazos  | Bob Morane: Siete cruces de plomo           |                       |                       |                    |                         |
| 14     | 1977       | Piratas         | Bob Morane: Piratas del espacio             |                       |                       |                    |                         |
| 15     | 1977       | TV              | Bernard Prince: Oasis en llamas             | Greg                  | Hermann               | 44                 | Tintín                  |
| 16     | 1977       | King Kong       |                                             |                       |                       |                    |                         |
| 17     | 1977       | Patatús         |                                             |                       |                       |                    |                         |
| 18     | 1977       | Año 3000        | Luc Orient: 24 horas para el planeta Tierra |                       |                       |                    |                         |
| 22     | 1977       | Futuro          | Luc Orient: El sexto continente             |                       |                       |                    |                         |
| 25     | 1977       | Suspense        | Luc Orient: El enemigo del más allá         |                       |                       |                    |                         |
| 28     | 26/12/1977 | Piratas         | Bernard Prince: El puerto de los locos      | Greg                  | Hermann               | 46 (54-99)         | Tintín                  |
| 34     |            | El más allá     | Luc Orient: La puerta de cristal            |                       |                       |                    |                         |
| 37     |            | 4ª dimensión    | Luc Orient: El secreto de las siete luces   |                       |                       |                    |                         |
| 38     | 15/05/1978 | Alpinismo       | Bernard Prince: La fortaleza de las brumas  | Greg                  | Hermann               | 46 (54-99)         | Tintín                  |
| 43     | 21/08/1978 | ¡Catástrofe!    | Bernard Prince: El soplo de Moloch          | Greg                  | Hermann               | 46 (54-99)         | Tintín                  |
| 44     |            | Ciencia ficción | Luc Orient: El bosque de acero              |                       |                       |                    |                         |
| 53     | 7/01/1979  | Fumadores       | Bernard Prince: Una aventura gafe           | Greg                  | Hermann               | 46 (48-93)         | Tintín                  |
| 55     | 4/02/1979  | Gorditos        | Bernard Prince: Objetivo: Cormorán          | Greg                  | Hermann               | 46 (52-97)         | Tintín                  |

Seguía conteniendo diversas series de la casa, generalmente ya publicadas con anterioridad:
| Años | Números                                              | Título                                            | Autoría                      | Procedencia               |
| ---- | ---------------------------------------------------- | ------------------------------------------------- | ---------------------------- | ------------------------- |
| 1976 | 4, 24, 54                                            | Don Berrinche                                     | Peñarroya                    |                           |
| 1976 | 4                                                    | Maratón                                           | Jaume Ribera/Adolfo García   | "Sacarino"                |
| 1976 | 4                                                    | Agapito Silbátez                                  | Raf y equipo                 |                           |
| 1976 | 4                                                    | El forofo Don Menisco                             | Escobar                      |                           |
| 1976 | 4, 6, 9, 31                                          | Agamenón                                          | Nene Estivill                |                           |
| 1976 | 4-7, 9, 11, 13, 16, 22, 24, 31, 34-48, 50, 51, 55    | Los señores de Alcorcón y el holgazán de Pepón    | Segura                       | Continúa                  |
| 1976 | 4-55                                                 | Mortadelo y Filemón                               | Bruguera Equip               | Continúa                  |
| 1976 | 4-5, 7-12, 15-26, 29-30, 32-33, 35-46, 48-49, 52, 54 | Anacleto, agente secreto                          | Vázquez                      | Continúa                  |
| 1976 | 4, 6-7, 9, 23, 28-30, 36, 54-55                      | Zipi y Zape                                       | Escobar                      | Continúa                  |
| 1976 | 4-55                                                 | Sir Tim O'Theo                                    | Raf y equipo                 | Continúa                  |
| 1976 | 4, 11                                                | 1x2 el extraterrestre                             | J. L. Martín/State Keto      |                           |
| 1976 | 4                                                    | La alegre pandilla                                | Segura                       |                           |
| 1976 | 4, 6-9, 13, 16-17, 20, 24, 28-29, 32, 38-49, 51      | Rigoberto Picaporte, solterón de mucho porte      | Segura                       |                           |
| 1976 | 4, 6, 31                                             | Pepe el "hincha"                                  | Peñarroya                    |                           |
| 1976 | 4, 6, 24-25, 42-43, 45, 46, 55                       | Gordito Relleno                                   | Peñarroya                    |                           |
| 1976 | 5                                                    | Horacio, el fantasma                              |                              | I. P. C.                  |
| 1976 | 5, 8-9, 11, 15-16, 49, 51                            | Las hermanas Gilda                                | Vázquez                      | Continúa                  |
| 1976 | 5                                                    | Astrolito                                         | Enrich                       |                           |
| 1976 | 5, 7-8, 10, 17, 21, 24, 28, 30, 33, 42-47, 53        | Topolino                                          | Alfons Figueras              | Continúa                  |
| 1976 | 5, 9-10, 24-25                                       | Facundo da la vuelta al mundo                     | Gosset                       |                           |
| 1976 | 5, 11                                                | El astronauta Felipe                              | Enrich                       |                           |
| 1976 | 6                                                    | Pascual, criado leal                              | Nadal                        | Continúa                  |
| 1976 | 6, 13-14, 24, 31, 33                                 | Doña Lío                                          | Raf                          |                           |
| 1976 | 6                                                    | Olegario                                          | Raf                          |                           |
| 1976 | 6, 9, 15, 24, 37-43, 45-48                           | Domingón                                          | Gosset                       |                           |
| 1976 | 6, 35-39, 54                                         | Cebolleta                                         | Vázquez                      | Continúa                  |
| 1976 | 6, 9, 41                                             | Carioco                                           | Conti                        | Continúa                  |
| 1976 | 6, 9                                                 | La terrible Fifí                                  | Nene Estivill                | Continúa                  |
| 1976 | 6                                                    | Carpanta                                          | Escobar                      |                           |
| 1976 | 6, 9, 10, 15, 17, 29                                 | Petra, criada para todo                           | Escobar                      | Continúa                  |
| 1976 | 6, 50                                                | Teo y Dorita                                      | Godard/Mittei                | Franco-belga              |
| 1976 | 6, 36-37, 55                                         | Copito/Cubito                                     | Dupa                         | Franco-belga              |
| 1976 | 6, 33-34, 36-37, 39-43, 53                           | Don Óptimo                                        | Escobar                      |                           |
| 1976 | 6, 24, 54                                            | La abuelita Paz                                   | Vázquez                      |                           |
| 1976 | 17, 29-30, 33-35, 37-49, 53                          | Doña Urraca                                       | Torá, Schmidt                | Continúa                  |
| 1976 | 6, 11, 24, 29                                        | Pitagorín                                         | Peñarroya                    |                           |
| 1976 | 6, 7,                                                | El reporter Tribulete                             |                              |                           |
| 1976 | 6                                                    | Don Pelmazo                                       | Raf                          |                           |
| 1976 | 6                                                    | Apolino Taruguez, hombre de negocios              | Conti                        |                           |
| 1976 | 6                                                    | Toby                                              | Escobar                      |                           |
| 1976 | 6, 37-38                                             | Doña Tecla Bisturín, enfermera de postín          | Raf                          |                           |
| 1976 | 6, 9, 25, 32, 37-48                                  | El doctor Cataplasma'                             | M. Schmidt                   | Continúa                  |
| 1976 | 6, 15, 17, 19, 24, 29, 31, 37-40                     | Don Pío                                           | Peñarroya                    | Continúa                  |
| 1976 | 7                                                    | Pánico en Porra City                              | Ibáñez                       | Reedición con otro título |
| 1976 | 7                                                    | El sheriff Chiquito, que es todo un gallito       | Schmidt                      |                           |
| 1976 | 7-8, 10-16, 21, 23, 27, 29                           | Segis y Olivio, traperos de alivio                | Jaume Rovira                 | Continúa                  |
| 1976 | 7, 9, 25, 41                                         | Angustio Vidal                                    | Rojas de la Cámara           |                           |
| 1976 | 7                                                    | Darry, el cow-boy detective                       | Víctor Alcázar/Adolfo Buylla | Super Pulgarcito          |
| 1976 | 7                                                    | Joe Marmota, el vago de Minnesota                 |                              | I. P. C.                  |
|      | 8-10, 12-13, 16, 22, 31                              | Sherlock López                                    | Gabi                         |                           |
|      | 9, 25, 27-30, 35, 40, 49                             | Aquí está don Gaspar                              | Figueras                     |                           |
|      | 10, 20, 23-24, 29-30, 32, 34                         | Deliranta Rococó                                  | Schmidt                      |                           |
|      | 10, 19, 22, 28, 54                                   | El botones Sacarino                               | Ibáñez                       |                           |
|      | 10-11, 19-20, 43, 48                                 | Pepe Trola                                        | Jiaser                       |                           |
|      | 11, 25, 29, 31, 35, 37-39                            | Así fue                                           | Ibáñez                       |                           |
|      | 12, 14, 19, 22-23, 28                                | Capitán Matute                                    | Raf                          |                           |
|      | 12, 14-15, 17, 24, 27, 42, 53                        | Maff y Osso                                       | Jiaser                       |                           |
|      | 13                                                   | Cuervo Loco, pica, pero pica poco                 |                              | IPC                       |
|      | 15, 33, 37-49                                        | La familia Trapisonda, un grupito que es la monda | Ibáñez                       |                           |
|      | 19-20, 31-32, 46-47, 55                              | Camelio Majareto                                  | Schmidt                      |                           |
|      | 21, 43-45, 47-49, 53                                 | Caco y Coco                                       | Luis Allué                   |                           |
|      | 21, 28, 30, 32-39, 44, 50                            | Tete Gutapercha                                   | Tran                         |                           |
|      | 22, 24, 25, 29                                       | Los cuentos de Tío Vázquez                        | Vázquez                      |                           |
|      | 22-23, 27, 30, 36, 54                                | Constancio Plurilópez                             | Tran                         |                           |
|      | 23, 30, 32, 34, 50                                   | Purita                                            | Tran                         |                           |
|      | 24-26, 30, 32-33                                     | Los casos del inspector O’Jal                     | Vázquez                      |                           |
|      | 28, 32-33, 35, 37-48, 50, 54                         | Aspirino y Colodión                               | Conti                        |                           |
|      | 31, 35-38, 40-48                                     | El capitán Barlovento                             | Castillo                     |                           |
|      | 31, 42, 46, 48, 51-53                                | Máximo Mini                                       | García Lorente               |                           |
|      | 32-33                                                | Mari Pili y Leopoldino, un matrimonio muy fino    | Íñigo                        |                           |
|      | 39-48, 51                                            | Don Percebe y Basilio, cobradores a domicilio     | Rojas de la Cámara           |                           |
|      | 39-48                                                | Mac Fisghón, detective de afición                 | Luis Allué                   |                           |
|      | 53-55                                                | Feliciano                                         | Vázquez                      |                           |
|      | 53                                                   | Felipe Gafe                                       | Jan                          |                           |

### Éxito: 1979-1981
A las propias historietas largas que se ajustan al tema de cada número, se añaden a partir del número 56 las aventuras de Superlópez, el último personaje de verdadero éxito de la editorial:
| Años       | Números                                                                        | Título                                         | Historietas largas | Autoría             | Procedencia |
| ---------- | ------------------------------------------------------------------------------ | ---------------------------------------------- | --- | ------------------- | ----------- |
| 18/02/1979 | 56-130                                                                         | Mortadelo y Filemón                            | | Bruguera Equip      | Continúa    |
| 18/02/1979 | 56, 58-130                                                                     | Sir Tim O'Theo                                 | | Raf y equipo        | Continúa    |
| 18/02/1979 | 56-59, 61-81, 83-90, 96-108, 113-115, 117, 149-156, 210                        | Superlópez                                     | Aventuras de Superlópez (59, 61, 63, 65) El supergrupo (64, 66, 68, 70, 73) ¡Todos contra uno, uno contra todos! (74-81) Los alienígenas (83-90) El señor de los chupetes (96-103) La semana más larga (104-108, 113-115) | Jan                 |             |
|            | 60-65, 67-68, 70, 74-75, 94, 97, 103, 106, 117, 128                            | Los señores de Alcorcón y el holgazán de Pepón | | Segura              | Continúa    |
| 1979, 1986 | 61, 205                                                                        | Gora-Gopal                                     | | Carrillo            |             |
|            | 61, 63-69, 71-78, 80-84, 87, 89, 91, 93-95, 97, 99-122, 125-126, 128-129       | Anacleto, agente secreto                       | | Vázquez             | Continúa    |
|            | 68, 71-72, 77-79, 90, 102, 107-108, 110-113, 117, 131, 147, 156, 162, 183, 200 | Manolón, conductor de camión                   | | Raf                 |             |
|            | 69, 71-73, 75, 77, 104, 111, 115, 118, 120, 127                                | Agamenón                                       | | Nene Estivill       | Continúa    |
|            | 76, 87, 107-109                                                                | Godofredo y Pascualino, viven del deporte fino | | Ibáñez              |             |
|            | 86, 103                                                                        | Don Berrinche                                  | | Peñarroya           | Continúa    |
|            | 91, 105, 108-109, 112, 119                                                     | Zipi y Zape                                    | | Escobar             | Continúa    |
|            | 109-111, 113, 116-117, 120, 126, 128, 130-131, 134, 200                        | Diálogo para besugos                           | | Armando Matías Guiu |             |
|            | 112, 115, 118-119, 124, 129, 135, 137, 141, 144, 156, 159, 176, 182, 187       | La Panda                                       | | Segura              |             |
|            | 114, 118-119, 183                                                              | Vagancio                                       | | Cifré               |             |

Los temas de estos números fueron los siguientes:
| Número | Fecha      | Tema                | Título de sus historietas más extensas              | Guionista de la misma | Dibujante de la misma        | Páginas    | Procedencia de la misma |
| ------ | ---------- | ------------------- | --------------------------------------------------- | --------------------- | ---------------------------- | ---------- | ----------------------- |
| 56     | 18/02/1979 | ¡Fantasmitos!       | Ric Hochet: Los cinco resucitados                   |                       |                              |            | 48 (36-83)              |
| 60     | 16/04/1979 | OVNIS               | Luc Orient: 24 horas para el planeta Tierra         |                       |                              |            |                         |
| 62     | 14/05/1979 | Oeste               | Ringo: Nieve sangrienta                             | André-Paul Duchâteau  | William Vance                | 45 (50-94) | Tintín                  |
| 96     |            | Capa y Espada       | Dick Turpin                                         | Ramón de la Fuente    |                              |            | "¡Zas!"                 |
| 97     |            | ¡Bang! ¡Bang!       |                                                     |                       |                              |            |                         |
| 120    | 08/11/1981 | ¡Vikingos!          |                                                     |                       |                              |            |                         |
| 123    | 20/12/1981 | Superhéroes         | Batman: •¡Espantoso cumpleaños, querido Comodín...! | Len Wein              | Walt Simonson, Dick Giordano | 18         | Batman n.º 321          |
| 130    | 29/03/1982 | ¡Animales salvajes! |                                                     |                       |                              |            |                         |

### Declive: 1982-1986
A partir de su número 131, el número de páginas descendió a 75. Continuaron las series precedentes, con una última historieta larga de Superlópez (Los cabecicubos en los números 149 a 156) y aventuras apócrifas largas de El botones Sacarino y Mortadelo y Filemón: En el país del petrodólar (números 162 a 169) y A la caza del chotta (números 189 a 196), respectivamente.
| Años       | Números                    | Título                                          | Autoría                                 | Procedencia                |
| ---------- | -------------------------- | ----------------------------------------------- | --------------------------------------- | -------------------------- |
| 12/04/1982 | 131                        | El escudero Bartolo o… ¡qué calor hace, Manolo! | Ibáñez                                  |                            |
|            | 136, 157, 163, 168         | Herlock Sholmes, rey del camuflaje              | Furtinger/Radilovic                     |                            |
|            | 141                        | Cabeza de Ajo, el penúltimo navajo              | Ibáñez                                  | Reedición de El DDT (1962) |
|            | 149, 165-166, 176          | Max el explorador                               | Bara                                    |                            |
|            | 154, 156                   | Agencia de viajes El Más Allá                   | Franckfurt (Rafael Vaquer/Alfons López) | Nueva                      |
|            | 155, 158-164, 166, 170-171 | Guía del lectorcete…                            |                                         |                            |
|            | 157, 163, 168, 184         | Ganzúo y Pesquisón                              | Enrich                                  |                            |
|            | 160, 181, 195              | Maratón                                         | Jaume Ribera/Adolfo García              | Continúa                   |
|            | 162-163                    | La Panda Pop                                    | Segura                                  |                            |
|            | 169                        | Antares 10                                      | Esegé                                   |                            |
|            | 173, 174, 199, 200, 202    | Chris Lean                                      | Ledar/Picatto/Manara                    |                            |
|            | 183, 199                   | Ambrosio Carabino                               | Tran                                    |                            |
|            | 184                        | Celemín                                         | Moreno                                  |                            |
|            | 188                        | Conde Gacelo, justiciero la mar de fiero        | Puyal                                   |                            |
|            | 188                        | Don Viriato                                     | Jan                                     |                            |
|            | 194-197, 199, 204, 206-211 | Tato Cantidubi                                  | Alaminos                                |                            |
|            | 199-200, 202-204, 207-208  | Ricky y los desahuaciados                       | Miguel                                  |                            |
|            | 200-207                    | Historia de la mafia                            | Puerta                                  |                            |
|            | 209-210                    | Los marcianitos                                 | Mallet                                  |                            |

Los temas de estos últimos números fueron los siguientes:
| Número | Fecha      | Tema               | Título de sus historietas más extensas | Guionista                | Dibujante         | Páginas    | Procedencia             |
| ------ | ---------- | ------------------ | -------------------------------------- | ------------------------ | ----------------- | ---------- | ----------------------- |
| 131    | 12/04/1982 | Medioevo           |                                        |                          |                   |            |                         |
| 150    | 31/03/1983 | Sabuesos           |                                        |                          |                   |            |                         |
| 171    | 21/11/1983 | James Bond 007     | Bruno Brazil: Doble o nada para Alak 6 | Louis Albert             | William Vance     |            | Tintín                  |
| 179    | 06/1984    | De película        |                                        |                          |                   |            |                         |
| 184    | 10/1984    | ¡Venga la pasta!   | Jason Wilde                            |                          |                   |            |                         |
| 188    | 2/1985     | Caballeros         | Russel & Brock                         | André-Paul Duchâteau     | Christian Denayer |            | Tintín                  |
| 191    | 5/1985     | Prehistoria        | Livingstone                            | José Antonio Vidal Sales | Tomás Marco Nadal | 30 (28-57) | Comic Biografías n.º 12 |
| 205    | 10/03/1986 | Alergia primaveral |                                        |                          |                   |            |                         |
| 211    | 2/06/1986  | Trotamundos        |                                        |                          |                   |            |                         |